# كيم يون أوك
كيم يون أوك (من مواليد 26 مارس 1947) مديرة أكاديمية كورية جنوبية والسيدة الأولى لجمهورية كوريا.

## سيرتها
وفقًا للبيان الصحفي الرسمي الصادر عن المكتب الرئاسي تُعَد كيم يون سليلةً للأميرة الهندية الأسطورية هيو هوانج- أوك من أيوديا التي تزوَّجت الملك سورو في مملكة كومجوان جايا عام 48 م.
وُلدت كيم يون أوك لعائلة تدير شركة بناء في دايجو. تخرَّجت كيم في مدرسة دايجو الثانوية للبنات عام 1966، والتحقت بجامعة إيهوا للإناث، وحصلت منها عام 1970 على شهادة بكالوريوس في التعليم والإدارة الصحية.
في 19 ديسمبر 1970، تزوَّجت من إي ميونغ باك، ورُزقت منه بولد وثلاث بنات. عاشت العائلة في جاهيدونج قبل تنصيب زوجها.

## حياتها العملية
في عام 1995، أكملت برنامج القيادة المتقدمة الأول للمرأة في مدرستها الأولى، ونجحت في عام 1996، في إنهاء برنامج الإدارة العليا للمرأة السابع في جامع يونسي، وبرنامج القيادة للأكاديمية النسائية في جامعة سوكميونج النسائية في عام 2001. وفي عام 2011، أصبحت رئيسةَ جمعية الخريجين لبرنامج الإدارة العليا للمرأة في جامعة يونسي.

## الفساد العائلي
استغلَّ العديد من أقرباء يون منصبها سيدة أولى لكوريا الجنوبية في كسب أموال بطرق غير مشروعة. فعلى سبيل المثال: شاركت كيم أوك هوي (김옥희) في ابتزاز الأموال في عام 2008. وشارك قريب آخرُ في قضية فساد تابعة لبنك التوفير.

## وصلات خارجية
- زيارة كيم يون أوك لجامعة الشيخ زايد في أبو ظبي.
- زيارة كيم يون أوك للفلبيين.
- زيارة كيم يون أوك للولايات المتحدة.

| ألقاب تشريفية      | ألقاب تشريفية                           | ألقاب تشريفية                        |
| ------------------ | --------------------------------------- | ------------------------------------ |
| سبقه كوون يانغ سوك | السيدة الأولى لكوريا الجنوبية 2008–2013 | تبعه شاغر حملته بعد ذلك كيم جونغ سوك |